# Джордж Маршал
Джордж Кетлет Маршал (на английски: George Catlett Marshall, Jr.) е американски армейски генерал и политик. Служи като началник на генералния щаб на САЩ (1939 – 1945), Държавен секретар на САЩ (1947 – 1949) и Министър на отбраната на САЩ (1950 – 1951). Автор на плана Маршал за възстановяване на следвоенна Европа и един от инициаторите за създаване на НАТО. През 1953 г. е удостоен с Нобелова награда за мир.

## Биография

### Произход и образование (1880 – 1901)
Роден е на 31 декември 1880 г. в Юнионтаун, щат Пенсилвания, в семейството на процъфтяващ търговец на въглища. Въпреки съпротивата на родителите си Маршал избира военна кариера и през 1897 г. постъпва във Вирджинския военен институт. През 1901 г. завършва и със звание младши лейтенант е назначен в пехотата.

### Военна кариера (1901 – 1945)
След като служи осемнадесет месеца на Филипините, Маршъл се връща в САЩ и продължава службата си във Форт Рено в щата Оклахома. Една година учи в Пехотно-кавалерийското училище във Форт Левенворт в Канзас. Завършва го с отличие през 1907 г., а след още една година завършва и армейски щабен колеж. За втори път е изпратен на Филипините, но по-късно е отзован в САЩ и назначен в Сан Франциско, а след това във Форт Дъглас в щата Юта.
По време на Първата световна война Маршал е назначен в 1-ва пехотна дивизия и участва в сраженията край Люневил, в Пикардия и Кантиния (1917 г.). Една година по-късно преминава в генералния щаб, където с чин полковник разработва операциите на 1-ва армия.
През 1919 г. Маршал подготвя план за предполагаемо настъпление към Германия. Именно тогава го забелязва генерал Джон Пършинг. „Магьосникът“, както го наричат колегите му, е удостоен с американския медал „За отлична служба“ и френския Военен кръст с палмови клонки.
В съответствие с реда в мирно време чинът на Маршал е понижен на капитан, но той продължава с успех военната си служба. От 1919 до 1924 г. е адютант на генерал Пършинг, а след това прекарва три години в Китай, където се научава да говори и пише на китайски език. След връщането си в САЩ е назначен за помощник на коменданта на армейското пехотно училище във Форт Бенинг в щата Джорджия, където прекарва почти пет години. Като преподавател Маршал си спечелва репутацията на привърженик на челната пехотна тактика и на повишената активност на боя. Колегите му го уважават за неговата честност, доброта и професионализъм.
През 1938 г. Маршал се мести във Вашингтон, окръг Колумбия, където става помощник-началник на военното планиране към генералния щаб. Една година по-късно е назначен да изпълнява длъжността началник-щаб с чин генерал. През септември 1939 г., с началото на Втората световна война в Европа, Маршал става началник-щаб на армията. Убеден, че наличната в САЩ армия е достойна само за „треторазрядна държава“, Маршал се заема с обновяване на оборудването и с укрепване на войските. Слабостта на военната подготовка предизвиква постоянната му тревога и през 1940 г. той убеждава Конгреса да приеме закон за задължителната военна служба и да разгледа въпроса за националната гвардия. По време на инспекторските си пътувания Маршал се убеждава, че офицерският състав трябва да развива самообладание, въображение и ръководни способности. Във Вашингтон той реорганизира военното министерство за повишаване на контрола и ефективността на командването. Като държавния секретар Кордел Хъл и той предупреждава постоянно армейските генерали в Тихия океан за възможно нападение от страна на Япония.
Занимавайки се непрекъснато с укрепването на въоръжените сили, Маршал не престава да планира операции за световната война. След японската атака срещу Пърл Харбър президентът на САЩ Франклин Д. Рузвелт го назначава за свой съветник по въпросите на стратегията и тактиката. Маршал съпровожда Рузвелт по време на конференциите в Аржентина, Квебек, Кайро, Техеран и Ялта. Като смята задачата да бъде победена Германия за първостепенна, той ръководи, заедно с англичаните, военните действия в Северна Африка и Сицилия, доставките на оръжие и продоволствия за Съветския съюз, завършва победоносно войната с Италия и накрая планира най-голямата в историята експедиция за дебаркиране на войските в Нормандия и окупирането на Германия.
По време на войната Маршал участва в работата на политическия комитет за контрол над създаването на атомната бомба. През 1945 г. той препоръчва на президента Хари С. Труман да употреби оръжието срещу японските градове Хирошима и Нагасаки. След капитулацията на Япония той подава оставка от поста началник-щаб.

### Дипломатическа кариера (1945 – 1951)
Шест дни след оставката си започва неговата дипломатическа кариера, когато по молба на Труман заминава за Китай с надеждата да предотврати гражданската война и да създаде коалиционно правителство на националистите и комунистите. Но прекратяването на огъня се оказва краткотрайно и през януари 1947 г. Маршал докладва на Труман за неуспеха на своята мисия, като препоръчва да се изведат американските войски от Китай.

#### Държавен секретар
След месец Труман назначава Маршал за държавен секретар и му възлага цялата тежест на задачата за следвоенното възстановяване на международните връзки. През есента на 1947 г. президентът се отчайва да постигне съглашение със Съветския съюз за бъдещето на Европа и решимостта на САЩ да спре съветската експанзия се изразява във военна помощ за Гърция и Турция. Обезпокоен от икономическата нестабилност на Европа и дейността на комунистическите партии, Маршал обявява в своя реч през 1947 г. в Харвард плана си за широкомащабна икономическа помощ на Европа:
| „             | Нашата политика е насочена не срещу една или друга страна или доктрина, а срещу глада, бедността, отчаянието и хаоса. | “ |
| Джордж Маршал | |   |

През септември 1947 г. шестнадесет европейски страни образуват Европейската организация за икономическо сътрудничество, която разработва съвместна програма за икономическо възраждане на Европа. За целта Конгресът на САЩ отделя 12 млрд. долара. Планът „Маршал“ е най-голямата програма за икономическа помощ, на която именно дължи възможността си така нареченото Германско икономическо чудо през 1950-те години.
Помощта за Европа не е единственият проблем, с който се налага да се сблъска Маршал по време на Студената война. С влошаването на съветско-американските отношения режимът на четиристранното управление в Германия изчерпва своите възможности и страната е разделена на две части. През 1948 г. Маршал противопоставя на съветската блокада на Берлин въздушния мост. Подобни търкания между САЩ и Съветския съюз в Корея принуждават държавния департамент да внесе спорния въпрос за разглеждане в ООН. Изборите под наблюдението на ООН в южната част на Корея стават крачка към образуването през следващата година на Корейската република. Стремейки се да спечели нови съюзници, Маршал укрепва отношенията с Италия и открива дипломатически мисии в Цейлон (днес Шри Ланка), Израел и Корея. Той изиграва важна роля за създаването на Организацията на американските държави и започва преговори за сигурността на Европа, които по-късно довеждат до създаването на Организацията на Североатлантическия договор (НАТО). На 20 януари 1949 г. Маршал подава оставка по здравословни причини.

#### Министър на отбраната
През 1950 г. изострянето на враждебността в Корея става причина Труман да помоли Маршал да се върне в правителството като министър на отбраната и още през септември той започва реорганизация на армейската система. По негово настояване Конгресът разширява прилагането на закона за задължителната военна повинност. Расовата дискриминация е забранена при военната подготовка, в Корея частите, в които има войници само от една раса, се разформироват.
Когато президентът освобождава генерал Дъглас Макартър от длъжността командващ, Маршал подкрепя Труман по време на изслушванията в Конгреса. В края на службата си като военен министър Маршал е подложен на нападки от страна на Джоузеф Маккарти за „меко отношение към комунизма“. Маршъл не намира за нужно да отговори.
През септември 1951 г., когато е на седемдесет години, Маршал напуска поста министър на отбраната.

### Последни години (1951 – 1959)
Запазвайки характерната си сдържаност и достойнство, след своята оставка Маршал живее в Лийзбург щата Вирджиния. Две години по-късно, през 1953 г., е удостоен с Нобелова награда за мир за плана „Маршъл“, като става първият професионален военен сред лауреатите.
Умира на 16 октомври 1959 година във Вашингтон на 78-годишна възраст. Погребан е в Национално гробище Арлингтън.

## Семейство
През 1902 г. Маршал се жени за Елизабет Картър от Лексингтън, щат Вирджиния. Сърдечна болест не ѝ позволява да има деца, а през 1927 г. тя умира след съдбоносна операция. Три години по-късно Маршал се жени за вдовицата Катрин Тапър Браун и осиновява трите ѝ деца. Алън, любимецът на Маршал, е убит от немски снайперист в Италия през есента на 1944 г.